# Gaibandha Sadar
Gaibandha Sadar è un sottodistretto (upazila) del Bangladesh situato nel distretto di Gaibandha, divisione di Rangpur. Si estende su una superficie di 320,25 km² e conta una popolazione di 437.268  abitanti (censimento 2011).